# Thum
Thum è una città di 5 751 abitanti del libero stato della Sassonia, Germania, nel circondario dei Monti Metalliferi.

## Storia
Il 1º gennaio 1999 alla città di Thum vennero aggregati i comune di Herold e Jahnsbach.